# King Floyd
Pour les articles homonymes, voir Floyd.
King Floyd (né le 13 février 1945 à La Nouvelle-Orléans – mort le 6 mars 2006), est un chanteur et auteur-compositeur de musique soul et funk, connu notamment pour sa chanson à succès Groove Me (en) sortie en 1970.